# Garibald 1. af Bayern
Garibald 1. (eller Garivald, født 540) var Hertug af Bayern fra 555 til 591. Han regnes den første af Agilolfingerslægten og det Bayerske dynasti af langobardiske konger der regerede Italien i størstedelen af det 7. århundrede; fra 616 til 712 (men ikke kontinuerligt), med i alt otte konger.